# Slaget vid Tannenberg (1410)

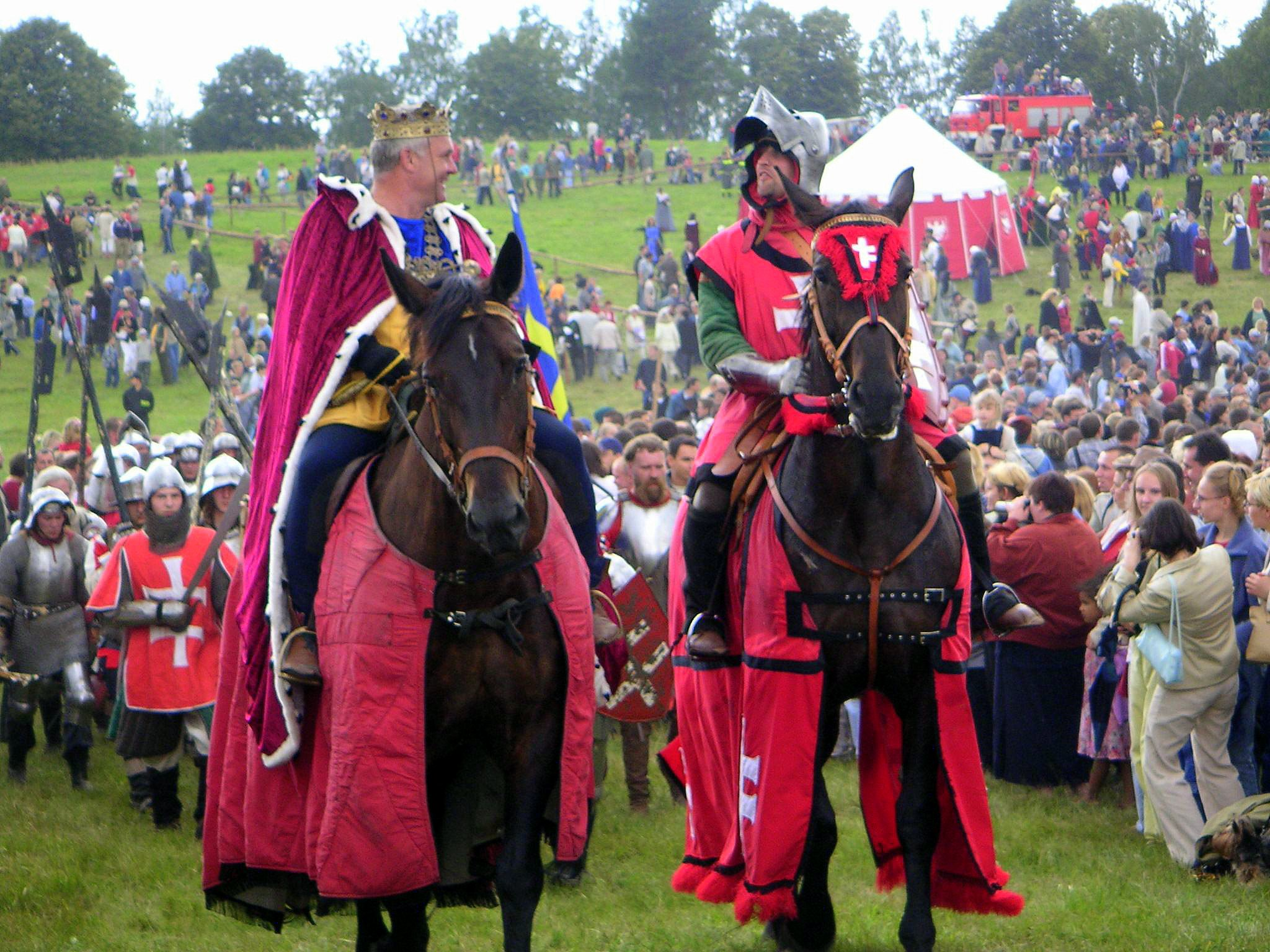
Återskapande av slaget år 2003.

Positionerna vid Inledningen av slaget (Svart och vitt=Tyska Orden, Rött och vitt=Polska styrkor Rött och gult=Litauiska styrkor).

Slaget vid Grunwald, i Tyskland första slaget vid Tannenberg eller slaget vid Žalgiris, utkämpades den 15 juli 1410 under Polsk-litauisk-teutoniska kriget. En allians, bestående av Kungariket Polen och Storfurstendömet Litauen, ledda av respektive Vladislav II av Polen (Jogaila) och storhertig Vytautas, besegrade förkrossande den tysk-preussiska Tyska orden, ledda av storhertig Ulrich von Jungingen. De flesta riddare i Tyska ordens ledarskap dödades eller tillfångatogs. Även om de besegrades, motstod Tyska orden belägringen av deras fästning i Marienburg (Malbork) och drabbades av mindre territoriella förluster vid Freden i Thorn (Toruń), där andra territoriella dispyter fortsatte ända fram tills Freden i Melno 1422. Riddarna, däremot, skulle aldrig komma att få återta sin gamla makt, och den finansiella bördan av krigsskadestånd ledde till interna konflikter och en ekonomisk nedgång i länderna under deras kontroll. Slaget skiftade makten i Central- och Östeuropa och markerade början på uppgången för Polsk-litauiska unionen som den dominerande politiska och militära makten i regionen.
Slaget var en av de största i det medeltida Europa och anses vara den viktigaste segern någonsin i polsk och litauisk historia; vid sidan av detta firas även segern i Vitryssland. Slaget har använts som källa till romantiska berättelser och nationell stolthet, och blev en större symbol för kampen mot utländska invasioner. Under 1900-talet användes slaget i nazistiska och sovjetiska propagandakampanjer. Endast de senaste tio åren har historikerna lutat sig åt en mer opartisk och vetenskaplig bedömning av slaget genom att förena de tidigare historierna, som skiljde sig beroende på nation.

## Benämning
På grund av att en mångfald av olika nationaliteter stred under slaget så har slaget fått olika namn på olika språk:
- Schlacht bei Tannenberg (Slaget vid Tannenberg) på tyska,
- Žalgirio mūšis (Slaget vid Žalgiris) på litauiska,
- Bitwa pod Grunwaldem (Slaget vid Grunwald) på polska,
- Гру́нвальдзкая бі́тва (Slaget vid Grunwald) på vitryska,
- Ґрю́нвальдська би́тва (Slaget vid Grunwald) på ukrainska och
- Grünwald suğışı (Slaget vid Grunwald) på tatariska.

## Styrkor
På Tyska Ordens sida deltog omkring 21 000 man under ledning av stormästaren Ulrich von Jungingen. Den polsk-litauiska unionens styrka under kung Władysław II Jagiełło bestod av cirka 34 000 stridande. (Slaget har i polsk historieskrivning fått sitt namn av byn Grunwald där den tyska trossen hade sitt läger och där slaget avslutades. I tyska källor uppkallades slaget däremot efter den intilliggande byn Stębark (Tannenberg) framför vilken tyskarna i början av slaget haft sin slagordning uppställd.) Byn Grunwald ägdes av 1 av 3 bröderna Ligenza, som köpte den på 1300-talet. Han tyckte så mycket om namnet, så han ändrade sitt efternamn efter byn, där sedan slaget stod. Han förde en styrka motsvarande ett regemente under sitt eget banér (vapensköld), och fick sedermera Barons titel av Konungen för sina insatser. Den siste Baron Grunwald dog i Warszawa 29/9 1981(91 år). Han byggde upp Warszawa efter andra världskriget och anlade bl.a. egna hem (villor) i Falenice utanför Warszawa. De då enda privat ägda under kommunistregimens dagar.

## Slaget
Striden såg ut att vinnas av ordensriddarna när de med sitt tunga rytteri lyckades att skingra de lättare rustade litauerna och tatarerna på den polsk-litauiska högerflygeln ledda av kung Władysław II Jagiełłos kusin Vytautas Didysis (Vytautas den store). Sen leddes ett tungt kavallerianfall personligen av den teutoniska stormästaren Ulrich von Jungingen mot den starkaste enheten i den polsk-litauiska armén - Krakówregementet, som leddes av Zyndram av Maszkowice. Regementet som bestod av tunga riddare hade uppgiften att skydda hela arméns flagga som var den största i den polska hären. Ordensriddarna lyckades att döda fanbäraren och fälla den polska arméns flagga vilket spred stor skräck hos intillstående enheter som såg sin starkaste enhet vackla. Kung Władysław II Jagiełło beordrade att man skulle sätta ihop en styrka som snabbt förstärkte och återerövrade Krakówregementets fana. I motattacken som ackompanierades av Jagiełło själv, dödades även den teutonska stormästaren Ulrich von Jungingen. 

Positionerna vid slagets slutskede

 Mycket tack vare vitryssarnas hårdnackade ståndaktighet i centern lyckades de tyngre rustade polackerna och deras tjeckiska allierade på vänsterflygeln slutligen tränga bort ordensriddarna. Segern blir fullständig när de tidigare skingrade litauerna och tatarerna lyssnar på Vytautas Didysis uppmaningar och oväntat återvänder till slagfältet och deltar i jakten på de flyende ordensriddarna.

## Efterverkningar
Ordens stormästare Ulrich von Jungingen och drygt 9000 av ordens här stupar. Segern ledde till att den jagellonska ättens ställning stärktes markant och blev upptakten till den polsk-litauiska stormaktstiden 1386-1696. Den Tyska Ordens tidigare dominans inom Nordosteuropa försvagades däremot helt.

## I kulturen
Slaget vävs in i handlingen av nobelpristagaren Henryk Sienkiewiczs roman Krzyżacy (Korsriddarna).